# Bromelia serra
Bromelia serra,  el chaguar (un nombre común de varias especies relacionadas de plantas sudamericanas), es una  planta productora de fibra textil de la familia Bromeliaceae, junto con Bromelia hieronymi, Deinacanthon urbanianum, Pseudananas sagenarius, todas plantas herbáceas de bosques con hojas en espada, siempreverdes, recordando a la yuca. Las diferentes especies habitan partes semiáridas de la ecorregión Gran Chaco.

## Etimología
El término chaguar es del idioma quechua; y en áreas donde el guaraní tiene influencia, también se lo conoce como caraguatá.
Es una planta que se encuentra en las provincias de Salta, de Formosa, Chaco, Corrientes, Misiones, Argentina, y gran parte del Paraguay. Su resistente fibra la utilizan desde tiempos inmemoriales los wichí, una nación de cazadores-recolectores, para confeccionar objetos domésticos como bolsos, ponchos, ropa, redes, sogas, y para sus actividades de subsistencia.
No se cultiva; crece a la semisombra del estrato medio de los bosques chaqueños, y se reproduce por estolones. 
La desertificación por tala y agriculturización expoliativa del Chaco hace decrecer su presencia, pero la sp. ni está en riesgo ni es de importancia ecológica primaria. Los agricultores la consideran una maleza, ya que sus espinas espantan al ganado, por lo que a veces queman los chaguarales (renovales de la sp.) durante la estación seca.

## Uso
No hay restricciones en la colecta y uso del chaguar entre los Wichí, pero les consume mucho tiempo y es de intensiva tarea. Esto y su ética ambiental les da una sustentable explotación.
Antiguamente era el hombre quien tejía con chaguar redes y sogas para pescar. Hoy aún algunos cosechan chaguar para la mujer. Y, la producción de objetos de chaguar es una artesanía netamente femenina. Las mujeres, en grupos pequeños, van al monte a cosechar, y dedican más de un día, dos o tres días con campamentos, si los “chaguarales” están alejados. A veces recorren hasta 30 km. Luego ellas desfibran hojas, hilan, tiñen, tejen, confección artesanías, comercializan, y disponen libremente del ingreso monetario.

### Proceso desde el recurso botánico
De cada “chaguaral” se eligen solo las plantas con el tamaño y la calidad requerida. Para verificar esto último, cortan una hoja, la desfibran,  tensan la fibra con las manos y saben si será resistente. Con un palo o machete aflojan la planta arraigada, que luego desprenden con un movimiento de palanca. Se eligen las hojas más largas y en buen estado, cortan las espinas, pelan la hoja, y separan de las capas externas de la hoja, la parte interior con la fibra. Las hojas cortas y el resto de la planta es dejado en el lugar. 
Luego machan la fibra con un pedazo de hojalata, raspando con un objeto con filo, remojando en agua una y otra vez, hasta que se logra desprender el tejido parenquimático adherido a la fibra. La fibra luego se seca al sol por uno o dos días hasta blanquearse. 
El hilado se hace uniendo hebras, torciéndolas con un movimiento veloz de las manos sobre el muslo, el cual ha sido untado con una ceniza de una piedra carbonizada, haciendo más suave el hilado. 
Luego las fibras se tiñen, usan diversos tintes (pardo, negro,  gris, rojo; los más usuales) preparados con plantas del monte. 
Al final, se hace el tejido con el uso de una sola aguja.

## Fuente
- Arenas, Pastor. 1997. Las bromeliáceas textiles utilizadas por los indígenas del Gran Chaco. En Parodiana, Volumen 10 (1-2), Buenos Aires.
- Van Dame, C. 2001. Condiciones para un uso sostenible: el caso del Chaguar (Bromelia) en una comunidad Wichí del chaco argentino.